# Полковников, Роман Юрьевич
Рома́н Ю́рьевич Полко́вников (род. 25 января 1987, Кемерово) — российский артист балета, премьер Новосибирского театра оперы и балета, приглашённый солист Московского музыкального театра им. Станиславского и Немировича-Данченко и Михайловского театра.

## Биография
Родился в Кемерове в семье военного, имеет брата. Начал заниматься танцами в кемеровской детской школе искусств. Проявив способности, был замечен педагогом и получил рекомендацию к поступлению в Новосибирское хореографическое училище. По окончании училища в 2005 году был принят в труппу Новосибирского театра оперы и балета, поначалу артистом кордебалета. Первое выступление — полонез в опере «Евгений Онегин».
Лауреат всероссийского конкурса артистов балета. В 2007 году дебютировал в балете Юрия Григоровича «Спартак» (репетитор В. Н. Рябов) — главная роль пришлась «мощному юноше» впору, его на всём протяжении службы в НОВАТе называли лучшим Спартаком театра.
В 2008 и 2014 годах участвовал в фестивале «Золотая маска» в Москве — на сцене Большого были показаны «Шёпот в темноте» Эдварда Льянга и «Весна священная» в хореографии Патрика де Бана.
На церемонии закрытия зимних Олимпийских игр в Ванкувере представлял Россию как хозяйку Олимпиады в Сочи.
В мае 2018 года в Большом зале Новосибирского театра оперы и балета впервые состоялся творческий вечер Полковникова в двух отделениях.
Осенью 2021 года готовил партию Квазимодо в премьере балета Ролана Пети «Собор Парижской Богоматери» в Новосибирском театре оперы и балета, однако был уволен из театра накануне спектакля. В январе 2022-го вернулся обратно.

## Гастроли
- Великобритания — с международным проектом (2006);
- Китай — с гастролями театра (2007, 2008);
- Южная Корея — с гастролями театра (2007, 2009);
- Франция — гастроли в парижском театре Шатле в рамках Года «Россия-Франция» (2010);
- Таиланд — с гастролями театра (2010, 2015);
- Испания — гастроли в Королевском театре Мадрида в рамках Года «Россия-Испания» (2011);
 Главные партии в мадридском «Лебедином озере» дважды исполнили Светлана Свинко (вместо Елены Востротиной) и Роман Полковников:

Заболевшую балерину достойно заменила молодая артистка нашего театра Светлана Свинко. К счастью, раньше она уже танцевала па-де-де чёрного лебедя в концертном исполнении, а в Мадриде сделала невозможное — за неделю выучила всю партию Одетты-Одиллии и станцевала спектакль целиком. Партнером Светланы был Роман Полковников, прекрасный опытный танцовщик, который, поддержав дебютантку в прямом и переносном смыслах, помог ей справиться с волнением.— Игорь Зеленский, «Сибирский балет на мадридской сцене: итоги гастролей». 
- Индия, Казахстан — с гастролями театра (2014)

## Отзывы в прессе
«Аполлон Мусагет»

Мощный юноша Роман Полковников понял одно: он здесь первый и единственный «парень на деревне», силач и повелитель баб. Его бесхитростный Аполлоша был даже по-своему трогателен…
— Татьяна Кузнецова, «Коммерсантъ» № 3. 2008
«Весна священная»

…в центральных ролях ибеджи танцевали Вера Сабанцева и Роман Полковников. В разной степени их работы можно считать серьёзными достижениями.
— Лариса Барыкина, «Петербургский театральный журнал» № 2 2013
«В ночи»

Все дуэты танцовщики «Стасика» провели с тактом, без свойственного русской школе нажима, музыкально, в общем, довольно верно уловив стиль балета. Первый лирический дуэт (Анна Оль и приглашенный в «Стасик» премьер новосибирского балета Роман Полковников) происходит на фоне звёздной ночи…
— Павел Ященков, «МК» 2015

…дуэт балета не вышел за рамки экзерсиса: могучий Роман Полковников, ангажированный из Новосибирска, носил на руках крошечную и грациозную Анну Оль, причём трудился излишне старательно, учитывая её «вес пера».
— Татьяна Кузнецова, «Коммерсантъ» № 123. 2015

## Партии
- Альберт. Вставное па-де-де. Граф — «Жизель» Адана (хор. Ж. Коралли, Ж. Перро, М. Петипа в ред. Н. Долгушина)
- Аполлон — «Аполлон Мусагет» Стравинского (хор. Дж. Баланчина)
- Базиль. Эспада — «Дон Кихот» Минкуса (хор. М. Петипа, А. Горского)
- Близнецы Ибеджи — «Весна священная» Стравинского (хор. П. Де Бана)
- Зигфрид. Па-де-труа. Ротбарт — «Лебединое озеро» Чайковского (хор. М. Петипа, Л. Иванова)
- Конрад. Али — «Корсар» Адана (хореография М. Петипа, П. Гусева, Хомякова)
- Конрад — «Корсар» Адана (хор. Перро, М. Петипа, П. Гусева в ред. Ф. Рузиматова)
- Куман — «Половецкие пляски» из оперы Бородина «Князь Игорь» (хор. М. Фокина)
- Осень (Времена года). Соблазн — «Золушка» Прокофьева (хор. К. Симонова)
- Пер Гюнт — «Пер Гюнт» на муз. Грига (хор. Э. Клюга)
- Принц — «Золушка» Прокофьева (хор. Р. Захарова, ред. М. Мессерера)
- Принц Дезире — «Спящая красавица» Чайковского (хор. М. Петипа, Н. Дуато)
- Принц Лимон — «Чиполлино» Хачатуряна (хор. Г. Майорова)
- Принц Оршад — «Щелкунчик» Чайковского (хор. Л. Иванова, В. Вайнонена, С. Вихарева)
- Ромео — «Ромео и Джульетта» Прокофьева (хор. С. Виноградова)
- Солист — «Come in!» на муз. Мартынова (хор. К. Симонова)
- Солист — «Sonata» на муз. Скарлатти (хор. К Симонова)
- Солист — «Бессмертие в любви» (хор. Э. Льянга)
- Солист — «В ночи» (хор. Дж. Роббинса)
- Солист. Пятерка солистов — «Who cares?» на муз. Гершвина (хор. Дж. Баланчина)
- Солист — «Па де де Чайковского» на муз. из балета «Лебединое озеро» (хор. Дж. Баланчина)
- Солист — «Рапсодия» (хор. Ф. Аштона)
- Солист — «Сны под свинцовым небом» на муз. Боссо и Ланга (хор. Э. Фаски. Мировая премьера)
- Солист — «Тема с вариациями» на муз. Чайковского (хор. Дж. Баланчина)
- Солист — «Шёпот в темноте» на муз. Гласса (хор. Э. Льянга)
- Солист — «Ssss…»/«Шёпот» (хор. Э. Клюга)
- Солор. Золотой Божок — «Баядерка» Минкуса (хор. М. Петипа, ред. В. Чабукиани, В. Пономарёва)
- Спартак — «Спартак» Хачатуряна (хор. Ю. Григоровича)
- Тибальд — «Radio and Juliet»/«Радио и Джульетта» (хор. Э. Клюга)
- Филипп — «Пламя Парижа» Асафьева (хореография В. Вайнонена в ред. М. Мессерера)
- Хозе. Эскамильо — «Кармен» на муз. Бизе (хор. Р. Пети)
- Шестерка солистов — «Бессмертие в любви» на муз. Гласса (хор. Э. Льянга. Мировая премьера)
- Щелкунчик-принц — «Щелкунчик» Чайковского (хор. В. Вайнонена)
- Юноша — «Шопениана» на муз. Шопена (хор. М. Фокина)

## Премии и награды
Золотая медаль VII молодёжных Дельфийских игр России (в номинации «Классический танец», 2008)